# Pour être aimé
Pour être aimé és una pel·lícula de comèdia francesa de 1933 dirigida per Jacques Tourneur i protagonitzada per Pierre Richard-Willm, Suzy Vernon i Colette Darfeuil.
Els decorats de la pel·lícula van ser dissenyats pel director d'art Pierre Schild.

## Argument
Per ser estimat per ell mateix més que pels seus diners, el jove milionari Gérard d'Ormoise aconsegueix una feina treballant com a barman. Acaabarà casant-se amb una duquessa eixerida.

## Repartiment
- Pierre Richard-Willm com a Gérard d'Ormoise
- Suzy Vernon com a Edith
- Marguerite Moreno com a Marie-Josèphe des Espinettes
- Colette Darfeuil com a Maud
- Paulette Dubost com a Maryse
- Fred Pasquali com a Emilien
- Jean Hubert com a Víctor
- Marthe Sarbel com a la Sra. Costebrave
- William Aguet com a Anthénor de la Chaulme-Percée
- Heritza com a cantant
- Pierre Juvenet com a Costebrave
- Georges Tréville com a Weston